# Mariano Peró
Mariano Peró Aramayo (Sucre, 1869 - Oruro, 1964 ) fue un empresario boliviano.
El 30 de mayo de 1937 comenzó la construcción de la primera fundidora de estaño de Bolivia, la Empresa Operaciones Metalúrgica Sociedad Anónima  (OMSA); produciendo ese mismo año el primer lingote de estaño en Bolivia. Introdujo por primera vez en el mundo, hornos rotatorios para la reducción de concentrados de estaño del 50%.
En 1964 el Gobierno boliviano le otorga de forma póstuma la Orden del Cóndor de los Andes Grado Gran Oficial.